# Сан-Хосе-де-Сіса
Сан-Хосе-де-Сіса (ісп. San José de Sisa) — селище в Перу, адміністративний центр провінції Ель-Дорадо.

## Географія
Лежить у Північному Перу в басейні Мараньйону.

### Клімат
Містечко знаходиться у зоні, котра характеризується мусонним кліматом. Найтепліший місяць — грудень із середньою температурою 24,7 °C (76,5 °F). Найхолодніший місяць — липень, із середньою температурою 23,1 °С (73,6 °F).
| Клімат Сан-Хосе-де-Сіси | Клімат Сан-Хосе-де-Сіси | Клімат Сан-Хосе-де-Сіси | Клімат Сан-Хосе-де-Сіси | Клімат Сан-Хосе-де-Сіси | Клімат Сан-Хосе-де-Сіси | Клімат Сан-Хосе-де-Сіси | Клімат Сан-Хосе-де-Сіси | Клімат Сан-Хосе-де-Сіси | Клімат Сан-Хосе-де-Сіси | Клімат Сан-Хосе-де-Сіси | Клімат Сан-Хосе-де-Сіси | Клімат Сан-Хосе-де-Сіси | Клімат Сан-Хосе-де-Сіси |
| Показник                | Січ.                    | Лют.                    | Бер.                    | Квіт.                   | Трав.                   | Черв.                   | Лип.                    | Серп.                   | Вер.                    | Жовт.                   | Лист.                   | Груд.                   | Рік                     |
| Середня температура, °C | 24,4                    | 24,3                    | 24,2                    | 24,1                    | 23,9                    | 23,4                    | 23,1                    | 23,6                    | 24,1                    | 24,4                    | 24,6                    | 24,7                    | 24,1                    |
| Норма опадів, мм        | 105.6                   | 111.2                   | 160.3                   | 135.9                   | 103.3                   | 73.2                    | 66.5                    | 69.8                    | 111.7                   | 138.6                   | 122.2                   | 91.3                    | 1289.6                  |
| Днів з опадами          | 14,8                    | 15,4                    | 15,9                    | 13,9                    | 12,4                    | 10,1                    | 10,2                    | 8,3                     | 11,1                    | 13,4                    | 13,1                    | 14                      | 152,6                   |
| Вологість повітря, %    | 74.6                    | 75.8                    | 79                      | 79.5                    | 79                      | 78.4                    | 76.7                    | 73.8                    | 74.9                    | 76.4                    | 75.3                    | 74.6                    | 76.5                    |
| ----------------------- | ----------------------- | ----------------------- | ----------------------- | ----------------------- | ----------------------- | ----------------------- | ----------------------- | ----------------------- | ----------------------- | ----------------------- | ----------------------- | ----------------------- | ----------------------- |
| Джерело: Weatherbase    |                         |                         |                         |                         |                         |                         |                         |                         |                         |                         |                         |                         |                         |